# Silver Bow megye
Silver Bow megye az Amerikai Egyesült Államokban, azon belül Montana államban található. Megyeszékhelye és legnagyobb városa Butte. Lakosainak száma 35 133 fő (2020. április 1.).

## Szomszédos megyék
- Jefferson megye (kelet)
- Madison megye (dél)
- Beaverhead megye (délnyugat)
- Deer Lodge megye (északnyugat)

## Népesség
A megye népességének változása:
| Lakosok száma | 34 233 | 34 380 | 34 468 | 34 523 | 34 622 | 35 133 |
|               | 2010   | 2011   | 2012   | 2013   | 2015   | 2020   |